# FC Metz
A Football Club de Metz (röviden Metz) egy 1932-ben alapított francia labdarúgócsapat, melynek székhelye Metzben található. A klub színei: vörös és fehér. Hazai pályájuk a Stade Municipal Saint-Symphorien, melynek befogadóképessége 26 700 fő.

## Jelenlegi keret
2019. szeptember 2-i állapotnak megfelelően.
| #  |     | Poszt | Név                                                       |
| -- | --- | ----- | --------------------------------------------------------- |
| 1  | FRA | K     | Paul Delecroix                                            |
| 3  | FRA | V     | Matthieu Udol                                             |
| 4  | FRA | KP    | Kévin N'Doram (kölcsönben a Monaco csapatától)            |
| 5  | CIV | KP    | Victorien Angban                                          |
| 6  | MLI | KP    | Mamadou Fofana                                            |
| 7  | SEN | CS    | Ibrahima Niane                                            |
| 8  | MLI | KP    | Boubacar Traoré                                           |
| 9  | FRA | CS    | Thierry Ambrose (kölcsönben a Manchester City csapatától) |
| 10 | FRA | KP    | Marvin Gakpa                                              |
| 11 | SEN | KP    | Opa Nguette                                               |
| 12 | MLI | CS    | Adama Traoré                                              |
| 13 | ZMB | V     | Stoppila Sunzu                                            |
| 15 | SEN | V     | Aboubacar Lô                                              |
| 16 | ALG | K     | Alexandre Oukidja                                         |

| #  |     | Poszt | Név                                                |
| -- | --- | ----- | -------------------------------------------------- |
| 17 | FRA | V     | Thomas Delaine                                     |
| 18 | FRA | V     | Fabien Centonze                                    |
| 19 | CIV | KP    | Habib Maïga                                        |
| 20 | SEN | CS    | Habib Diallo                                       |
| 21 | GHA | V     | John Boye                                          |
| 22 | BEL | KP    | Sami Lahssaini                                     |
| 23 | SEN | CS    | Amadou Dia N'Diaye                                 |
| 24 | FRA | KP    | Renaud Cohade ()                                   |
| 25 | MLI | KP    | Adama Noss Traoré (kölcsönben a Monaco csapatától) |
| 26 | SEN | CS    | Pape Ndiaga Yade                                   |
| 27 | ALG | KP    | Farid Boulaya                                      |
| 28 | FRA | V     | Manuel Cabit                                       |
| 30 | FRA | K     | Guillaume Dietsch                                  |

## Sikerlista
- Első osztály
  - Ezüstérmes (1): 1997–98

- Másodosztály
  - Aranyérmes (4): 1934–35, 2006–07, 2013–14, 2018–19

- Francia kupa
  - Aranyérmes (2): 1984, 1988
  - Ezüstérmes (1): 1938

- Francia ligakupa
  - Aranyérmes (2): 1986, 1996
  - Ezüstérmes (1): 1999
- UEFA Intertotó-kupa
  - Ezüstérmes (1): 1999

## Fordítás
Ez a szócikk részben vagy egészben  a   FC Metz című angol Wikipédia-szócikk fordításán alapul.  Az eredeti cikk szerkesztőit annak laptörténete sorolja fel. Ez a jelzés csupán a megfogalmazás eredetét és a szerzői jogokat jelzi, nem szolgál a cikkben szereplő információk forrásmegjelöléseként.